# Іскрова камера

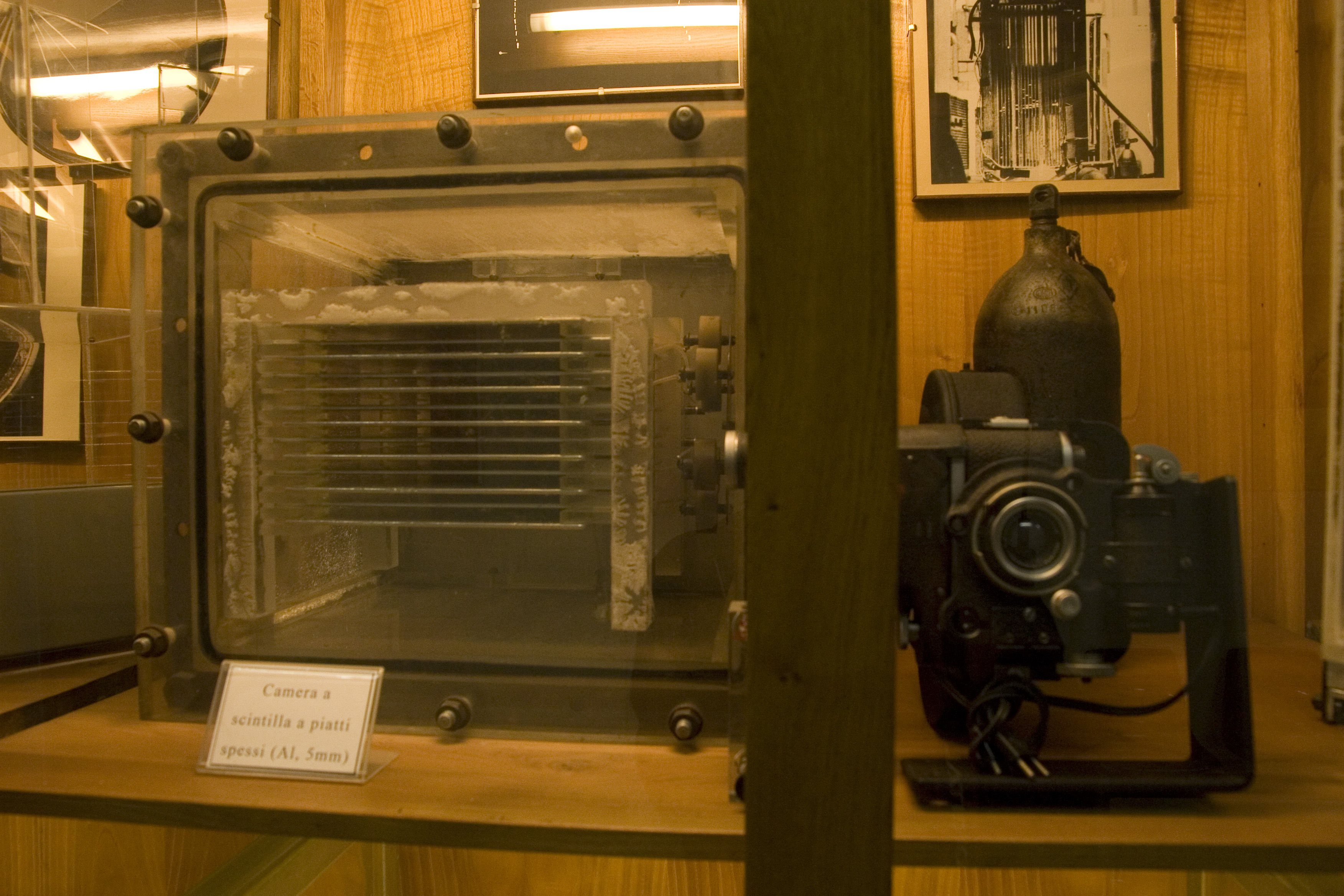
Іскрова камера в музеї Римського університету Сапієнца.

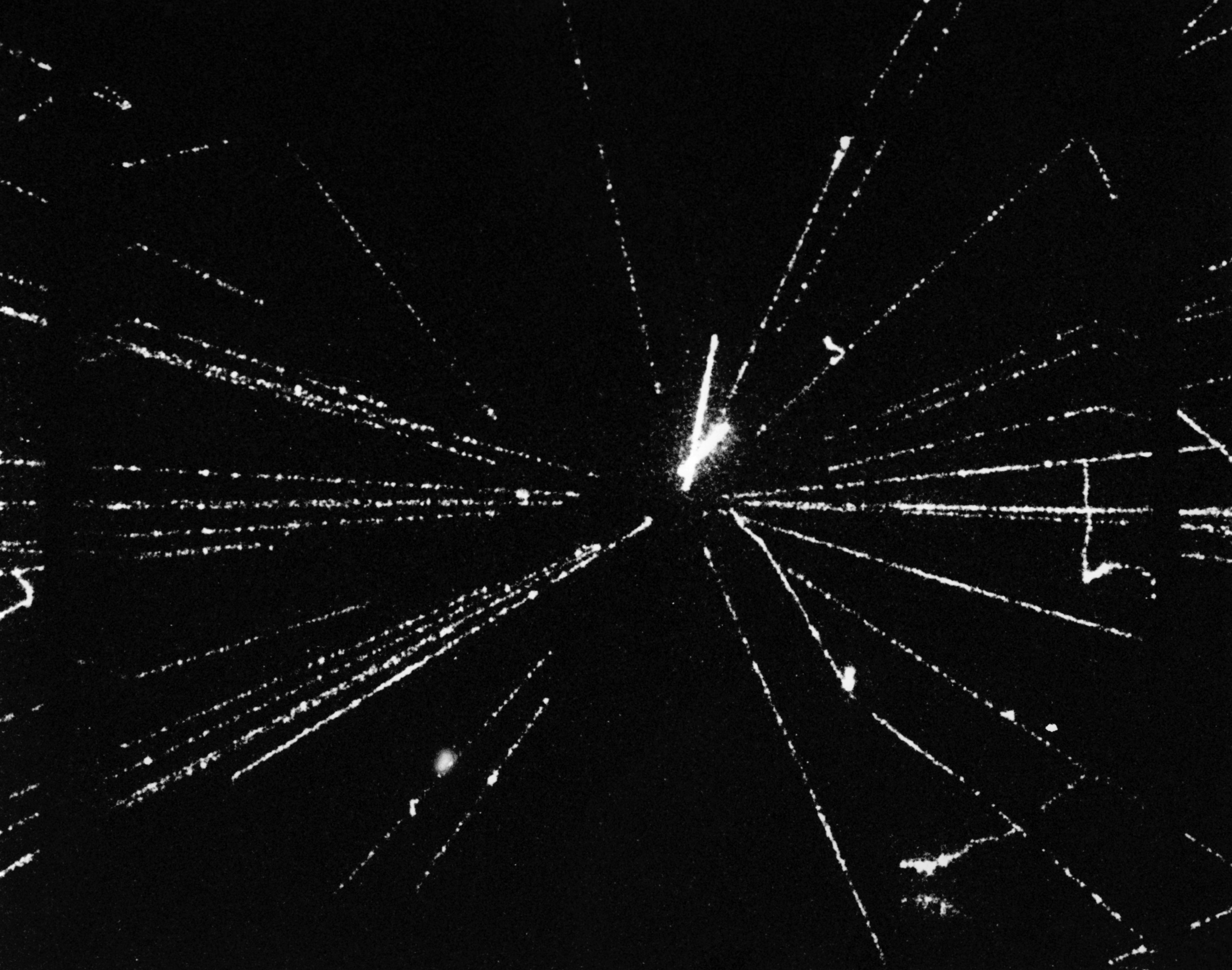
Зіткнення протон–антипротон в іскровій камері експерименту UA5 в ЦЕРНі.

Іскрова камера — детектор високоенергетичних заряджених частинок, в якому трек частинки реєструється як послідовність іскор в інертному газі, що заповноює простір у ряді металевих пластинок. 
При проходженні через інертний газ заряджена частинка іонізує його. Між окремими пластинами іскрової камери прикладена напруга, що створює електричне поле, здатне прискорити іони до енергій, необхідних для ударної іонізації. Як наслідок, виникає лавинний процес, при якому виникає достатньо збуджених атомів, що випромінюють світло, переходячи в основний стан. Таким чином виникає іскра. Послідовність іскр між різними пластинами створює видимий трек. 
Іскрові камери широко використовувалися в ядерній фізиці в 1930—1960 роках, але потім поступилися сучаснішим конструкціям детекторів. 

## Зовнішні посилання
- Іскрові камери Кембриджського університету [Архівовано 22 червня 2012 у Wayback Machine.]
- Проект іскрових камер в Університеті Мак-Гілл[недоступне посилання]
- Збільшене зображення стримерів у стримерній камері [Архівовано 26 лютого 2012 у Wayback Machine.]